# روسباخ (نوی‌وید)
روسباخ (به آلمانی: Roßbach) یک شهر در آلمان است که در نویوید واقع شده‌است. روسباخ ۱٬۵۴۰ نفر جمعیت دارد.